# Bakony Volán
A Bakony Volán Zrt. egy magyarországi zártkörűen működő részvénytársaság volt, amelynek Veszprém megye északi része volt az ellátási területe. A vállalat kb. 150 db autóbusszal rendelkezett. 2015 január 1-én integrálódott a ÉNYKK Északnyugat-magyarországi Közlekedési Központ-ba.

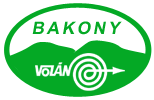
Bakony Volán logo

## Története
Korábban "Balaton Volán Vállalat" néven egész Veszprém megye összetartozott, veszprémi központtal. 1990-ben a Balaton Volán egyes telephelyei önállósodtak, és így született meg a Pápai, a Várpalotai és a Dudari Volán Vállalat amik később Kft.-ként üzemeltek tovább. 1998. január 1-jén e három cég egyesült neve Bakony Volán Rt. lett, majd 2005-től Zrt.-ként működött .Székhelye már Pápán volt található, korábban Várpalotán volt. De üzemi telephely és autóbusz-állomás volt Várpalotán, Zircen és Dudaron is.
2015. január 1-től hivatalosan Északnyugat-Dunántúli Közlekedési Központ vette át a megye tömegközlekedését, amelyben a Bakonyon kívül a megye másik két Volán társasága a Balaton és a Somló mellett a Győr-Moson-Sopron megyét ellátó Kisalföld, a Vas megyét ellátó Vasi, valamint a Zala megyét ellátó Zala Volán került bele. A Közlekedési Központ székhelye Szombathelyen van.

## Helyi járatai
Pápán 22 helyi járat közlekedik:

1-(Vasútállomás-Pápakovácsi elágazó)
1H-(Autóbusz-állomás-Astotec) 
1Y-(Autóbusz-állomás-Yanfeng) 
2-(Vasútállomás-Törzsökhegy)
3-(Vasútállomás-Tizedik utca) 
4A-(Autóbusz-állomás-Müm-Autóbusz-állomás)
4B-(Ua, mint a 4A)
5-(Autóbusz-állomás-Tüzép)
6A-(Autóbusz-állomás-Tizedik utca-Autóbusz-állomás)
6B- (ua mint a 6A)
7-(Vasútállomás-Astotec)
13-(Autóbusz-állomás-Borsosgyör)
14-(Autóbusz-állomás-Kéttornyúlak)
15-(Kéttornyúlak-Borsosgyőr) 
16-(Autóbusz-állomás-Tapolcafő)
17-(Autóbusz-állomás-Böröllő)
(+12 megszűnt: 1C, 2A, 3Y,7A 7-9, 7-10,8,8A 9T, 9Y, 9-10 10T, 12, 18, 19)
Várpalotán 12 helyi járat közlekedik:
1, 1Y, 2, 2A, 4, 5, 6, 10, 10A, 11, 11Y, 14
(+3 megszűnt: 7, 12, 13)
Zircen 4 helyi járat közlekedik:
1, 2, 3, 4
Balatonfűzfőn 1 helyi járat közlekedik:
1

## Járműparkja
A járműpark a régi időkben elég egységes volt. A legtöbb az Ikarus 260 és 266-os típusból volt, de megtalálhattunk 280-ast, 256-ost és pár darab 286-ost is többek között. Ma már azonban színesebb a lista, mindössze néhány Ikarus 200-as széria mellett Ikarus 415, Ikarus 386, Ikarus 395 valamint különböző típusú Mercedes, Volvo, Credo és MAN kap helyet a helyi és helyközi közlekedésben. 2009-ben a Volán több tucatnyi autóbuszt vásárolt a Hajdú Volántól.

### Helyközi buszok
- 5 Ikarus 256 (szóló)
- 1 Ikarus 260 (szóló)
- 2 Ikarus 280 (csuklós)
- 12 Ikarus 395 (szóló)
- 15 Ikarus 415 (szóló)
- 1 Ikarus 543 (szóló)
- 15 Ikarus C56 (szóló)
- 1 Ikarus C80 (csuklós)
- 1 Credo EC11 (szóló)
- 23 Credo EC12 (szóló)
- 3 Credo EN12 (szóló)
- 3 Mercedes 412 Sprinter (szóló)
- 1 Mercedes 416 Sprinter (szóló)
- 1 Mercedes 616 Sprinter (szóló)
- 5 Mercedes Autosan Solina City (szóló)
- 3 Mercedes O530 Citaro (szóló)
- 1 Mercedes O814 (szóló)
- 1 Mercedes O815 (szóló)
- 2 MAN SL222 (szóló)
- 1 MAN SL223 (szóló)
- 4 MAN SL283 (szóló)
- 1 MAN SÜ313 (szóló)
- 1 RÁBA Contact (csuklós)
- 2 VOLVO Alfabusz Regio (szóló)

### Távolsági buszok
- 2 Ikarus 386 (szóló)
- 5 Ikarus EAG-E94 (szóló)
- 4 Ikarus EAG-E95 (szóló)
- 1 Ikarus EAG-E98 (szóló)
- 2 Mercedes O350 (szóló)
- 3 Mercedes O404 (szóló)
- 1 Mercedes O407 (szóló)
- 1 Mercedes O550 (szóló)
- 1 MAN Lion's Coach (szóló)
- 1 Scania Irizar (szóló)
- 7 SETRA 315 (szóló)

### Pápa helyi buszai
- 2 Ikarus C80 (csuklós)
- 1 Ikarus 260 (szóló)
- 4 Ikarus 280 (csuklós)
- 2 Ikarus 415 (szóló)
- 1 Mercedes O530 Citaro (szóló)
- 3 MAN SL222 (szóló)
- 4 Mercedes Autosan Solina City (szóló)

### Várpalota helyi buszai
- 2 Ikarus 280 (csuklós)
- 2 Ikarus C80 (csuklós)
- 3 MAN SL222 (szóló)
- 1 Mercedes O530 Citaro (szóló)

### Zirc helyi buszai
- 1 Mercedes O520 Cito (szóló)

### Balatonfűzfő helyi busza
- 1 Mercedes Autosan Solina City (szóló)

### Érdekességek
- A CCA-849 rendszámú Ikarus 256.50 típusú autóbusz, korábban Törökországban szolgált 258-as típus számmal és jobb kormányos elrendezéssel. Ma már selejt.
- A CCP-867 rendszámú Ikarus 260.06 típusú autóbusz, az utolsó forgalomban lévő helyi 260-as a Volánnál, ma már selejt.
- A CJX-651 rendszámú Ikarus 260.06 típusú autóbusz, az első Euro2-es motorral felszerelt helyi 260-as volt a Volánnál. Ma már selejt.
- Az ELN-955 rendszámú Ikarus 280.03 típusú autóbusz, 2009-es selejtezése után 2 évig "Mobilváróként" szolgált a pápai autóbusz-állomáson az épület felújítása miatt.
- A HLD-892 rendszámú Ikarus C56.32 típusú autóbusz, az első mozgássérült rámpával ellátott helyközi autóbusz a Volánnál.
- A HTR-831 rendszámú Ikarus E95 típusú autóbusz, az egyetlen Scania alvázra épült Ikarus így annak pontos típusa: Ikarus EAG E95.10 Scania. 2013 nyarán a Fejér megyei Csap közelében balesetet szenvedett, egy kamion rohant bele. Selejtezve lett.
- A HXU-690 rendszámú Rába Contact 292 típusú autóbusz, az egyetlen dupla klímás autóbusz a Volánnál.
- Az IIG-953 rendszámú Ikarus C56.22 típusú autóbusz, 2005-ös felújítása során tévedésből Gemenc Volán flottaszínezést kapott.
- A JEZ-427 rendszámú MAN SL283 típusú autóbusz, az első légkondis MAN SL Magyarországon.
- A JMG-117 rendszámú Mercedes O550 Integro I. típusú autóbusz, az első Volános Integro Magyarországon.
- A JRT-301 rendszámú Mercedes O530 Citaro típusú autóbusz, az 500. legyártott Citaro.

## Külső hivatkozások
- Bakony Volán Zrt.
- Bakony Volán facebook oldala